# Dietrich Möller (Journalist)
Dietrich Möller ist ein deutscher Journalist und Osteuropa-Korrespondent.
Möller war politischer Journalist und verantwortlicher Redakteur für Politik bei der VZ Kieler Morgenzeitung (1968) und der Hannoverschen Allgemeinen Zeitung (1970). Mehrere Jahre lebte er als Bundesbürger in der DDR. 1980 wurde er mit dem Theodor-Wolff-Preis ausgezeichnet.

## Werke
- Erinnerungen an Stalin und Novotny. Die „Normalisierung“ in der CSSR. Amt für Staatsbürgerliche Bildung in Schleswig-Holstein, Kiel 1970.
- Karl Radek in Deutschland. Revolutionär, Intrigant, Diplomat. Verlag Wissenschaft u. Politik, Köln 1976, ISBN 3-8046-8465-3.
- Zwei deutsche Wege. Holzapfel, Berlin 1988, ISBN 978-3-921226-30-8.